# 대모음 추이
대모음 추이(大母音推移, Great Vowel Shift)는 중세 영어 후기(15세기 초)에 시작되어 근대 영어 시기(17세기)에 끝난, 영어의 모음 체계에서 나타난 일련의 변화를 말한다. 여기에는 자음 발음의 변화까지 아우른다.

## 개요
중세 영어 시기에 강세가 있는 7개의 장모음 가운데 /iː, uː, aː, ɔː/는 이중모음 /aɪ, aʊ, eɪ, oʊ/ 으로 바뀌었고, /eː, ɛː, oː/는 혀의 위치가 올라가 각각 /iː,  uː/로 바뀌었다.
그 후 15세기 중엽 이후에는 활판 인쇄 기술이 향상되었는데, 덕분에 서적 등의 문서를 많이 보급하자 영어 어휘의 철자가 고정되기 시작한 반면 발음은 변화를 지속했다. 그 결과 오늘날 현대 영어에서 많은 낱말의 음가와 철자가 일치하지 않는다.

## 도표
| 낱말        | 대모음 추이 전 후기 중세 영어 | 대모음 추이 후 현대 영어 |
| ----------- | ----------------------------- | ------------------------ |
| bite        | /iː/                          | /aɪ/                     |
| meet        | /eː/                          | /iː/                     |
| meat        | /ɛː/                          | /iː/                     |
| mate        | /aː/                          | /eɪ/                     |
| day, they   | /æɪ/                          | /eɪ/                     |
| out         | /uː/                          | /aʊ/                     |
| boot        | /oː/                          | /uː/                     |
| boat, stone | /ɔː/                          | /oʊ/                     |
| know        | /ɔʊ/                          | /oʊ/                     |
| knew        | /eʊ/                          | /juː/                    |
| dew         | /ɛʊ/                          | /juː/                    |
| boy         | /ɔɪ/                          | /ɔɪ/                     |
| point       | /ʊɪ/                          | /ɔɪ/                     |
| law         | /ɑʊ/                          | /ɔː/                     |

이 언어 현상을 처음 연구한 학자는 덴마크의 언어학자인 오토 예스페르센으로, 그가 ‘대모음 추이’라는 용어를 만들었다.
대모음 추이 현상은 완전히 일정하지는 않다. 그래서 영어의 문어와 구어 모두에서 모음이 이동한 정도 차이가 지역 방언에서 나타나며, 그 일례가 스코틀랜드 영어다. 영어에서 나타났던 대모음 추이의 정확한 원인은 여전히 언어학, 문화사상 수수께끼로 남아있다.
대모음 추이가 일부만 적용된 예로는 tomato와 either, neither 등의 발음이 있다.

## 변화 표

대모음 추이의 진행 과정

## 같이 보기
- 그림의 법칙
- 영어의 역사

## 관련 논문
- 이진아, 〈大母音 推移에 關한 硏究〉, 순천대학교 교육대학원 영어교육전공 석사학위논문, 2003년